# Европска политичка странка
Европска политичка странка, раније позната као политичка странка на европском нивоу и неформално као европска странка, врста је политичке страначке организације која дјелује транснационално у Европи и унутар институција Европске уније (ЕУ). Они су регулисали и финансирани Уредбом ЕУ 1141/2014 о статуту и финансирању европских политичких странака и европских политичких фондација, а њихово пословање надгледа Управа за европске политичке странке и европске политичке фондације.
Европске политичке странке — које се углавном састоје од странака држава-чланица, и неколико појединих чланова — имају право да воде кампању током европских избора, за које често усвајају манифесте у којима се наводе њихове позиције и амбиције. Уочи избора, неки од њих одређују свог жељеног кандидата (познатог као шпиценкандидат или водећи кандидат) за наредног предсједника Европске комисије. Рад европских странака може допунити радом званично придружене европске политичке фондације; фондације су независне од европских странака и доприносе јавној дебати о политичким питањима и европским интеграцијама.
Пандани европских странака у Европском парламенту су парламентарне политичке групе. Европске странке утичу на процес доношења одлука Европског савјета кроз координисане састанке са шефовима држава и влада. Такође, блиско сарађују са члановима у Европској комисији.